# Algeriet vid världsmästerskapen i friidrott 2022
Algeriet tävlade vid världsmästerskapen i friidrott 2022 i Eugene i USA mellan den 15 och 24 juli 2022. Algeriet hade en trupp på åtta idrottare.

## Medaljörer
| Medalj | Idrottare      | Gren                | Datum   |
| ------ | -------------- | ------------------- | ------- |
| Silver | Djamel Sedjati | Herrarnas 800 meter | 23 juli |

## Resultat

### Herrar
Gång- och löpgrenar
| Idrottare           | Gren               | Försöksheat | Försöksheat | Semifinal        | Semifinal        | Final            | Final            |
| Idrottare           | Gren               | Resultat    | Placering   | Resultat         | Placering        | Resultat         | Placering        |
| ------------------- | ------------------ | ----------- | ----------- | ---------------- | ---------------- | ---------------- | ---------------- |
| Yassine Hethat      | 800 meter          | 1.46,05     | 16          | Gick inte vidare | Gick inte vidare | Gick inte vidare | Gick inte vidare |
| Slimane Moula       | 800 meter          | 1.44,90     | 5 0Q0       | 1.44,89          | 1 0Q0            | 1.44,85          | 5                |
| Djamel Sedjati      | 800 meter          | 1.46,39     | 20 0Q0      | 1.45,44          | 5 0Q0            | 1.44,14          | 2                |
| Amine Bouanani      | 110 meter häck     | 13,44       | 10 0Q0      | 13,37 0NR0       | 12               | Gick inte vidare | Gick inte vidare |
| Abdelmalik Lahoulou | 400 meter häck     | 49,58       | 12 0Q0      | 48,90            | 10               | Gick inte vidare | Gick inte vidare |
| Hichem Bouchicha    | 3 000 meter hinder | 8.27,39     | 25          | —                | —                | Gick inte vidare | Gick inte vidare |
| Bilal Tabti         | 3 000 meter hinder | 8.38,45     | 34          | —                | —                | Gick inte vidare | Gick inte vidare |

Teknikgrenar
| Idrottare    | Gren    | Kval    | Kval      | Final   | Final     |
| Idrottare    | Gren    | Distans | Placering | Distans | Placering |
| ------------ | ------- | ------- | --------- | ------- | --------- |
| Yasser Triki | Tresteg | 0DNS0   | 0DNS0     | 0DNS0   | 0DNS0     |